# Heraclia ruwensorica
Heraclia ruwensorica là một loài bướm đêm trong họ Noctuidae.